# مارتن مورسب
مارتن مورسب (بالإستونية: Martin Müürsepp)‏ مواليد 26 سبتمبر 1974 في تالين، هو لاعب كرة سلة إستوني معتزل تحول إلى التدريب بعد الاعتزال بدأ مسيرته الاحترافية في سنة 1990 حيث تم اختياره من قبل فريق يوتاه جاز خلال الدرافت. يبلغ طوله 6 قدم 10 بوصة (2.1 م). اعتزل اللعب في 2010.

## فرق لعب لها
- مكابي تل أبيب لكرة السلة
- ميامي هيت
- دالاس مافيريكس

## إحصائيات المسيرة

### الرابطة الوطنية لكرة السلة

#### الموسم الاعتيادي
| السنة   | الفريق         | لعب | بدأ | دقيقة | ميداني% | ثلاثية | حرة  | ارتداد | صنع | استلاب | تصدي | نقطة |
| ------- | -------------- | --- | --- | ----- | ------- | ------ | ---- | ------ | --- | ------ | ---- | ---- |
| 1996–97 | ميامي هيت      | 10  | 0   | 2.7   | .357    | .250   | .429 | .5     | .3  | .0     | .1   | 1.7  |
| 1996–97 | دالاس مافيريكس | 32  | 0   | 10.0  | .419    | .150   | .679 | 1.9    | .5  | .4     | .3   | 4.3  |
| 1997–98 | دالاس مافيريكس | 41  | 7   | 14.7  | .435    | .421   | .761 | 2.8    | .7  | .7     | .3   | 5.7  |
| المسيرة |                | 83  | 7   | 11.5  | .425    | .323   | .693 | 2.2    | .6  | .5     | .3   | 4.7  |

## روابط خارجية
- مارتن مورسب على موقع ميوزك برينز (الإنجليزية)
- مارتن مورسب على موقع الاتحاد الدولي لكرة السلة (الإنجليزية)
- مارتن مورسب على موقع الدوري الأوروبي لكرة السلة (الإنجليزية)
- مارتن مورسب على موقع إن بي أي (الإنجليزية)
- مارتن مورسب على موقع سبورتس رفرنس (الإنجليزية)
- مارتن مورسب على موقع كرة السلة الأوروبية.كوم (الإنجليزية)
- مارتن مورسب على موقع ريلجم (الإنجليزية)
- مارتن مورسب على موقع بروبوليرز (الإنجليزية)
- مارتن مورسب على موقع سبورتس رفرنس (الإنجليزية)